# Dacrycarpus cumingii
Dacrycarpus cumingii ist ein Nadelbaum aus der Gattung der Warzeneiben (Dacrycarpus) in der Familie der Steineibengewächse (Podocarpaceae). Das natürliche Verbreitungsgebiet liegt auf den Philippinen, Vorkommen gibt es auch auf Borneo und Sumatra. Sie wird in der Roten Liste der IUCN als nicht gefährdet geführt.

## Merkmale
Dacrycarpus cumingii wächst als zweihäusiger, immergrüner, bis zu 38 Meter hoher Baum. Der Stamm wächst monopodial, aufrecht und kann einen Brusthöhendurchmesser von bis 100 Zentimetern erreichen. Meist werden keine Brettwurzeln gebildet. Die Stammborke ist braun, unter Witterungseinfluss grau, blättert in kleinen Platten oder Streifen ab und gibt dann die darunterliegende hellere Rinde frei. Die Baumkrone ausgewachsener Bäume ist ausgebreitet und kuppelförmig.

### Zweige und Blätter
Die ersten Zweige von Sämlingen sind dünn, die Zweige älterer Bäume sind ebenfalls dünn oder in der dem Wetter ausgesetzten Krone kurz und steif. Sie enden in einem knospenähnlichen Büschel nach innen gebogener Nadeln. Die Blätter sind an allen Zweigen spiralig angeordnet, pfriem- oder nadelförmig, an Sämlingen dünn und haarartig, an der Spitze nach innen gebogen und an der Unterseite gekielt. Das Nadelende ist bespitzt. 
Nadeln junger Bäume wachsen zweizeilig an 2 bis 6 Zentimeter langen Zweigen. Sie sind gerade oder leicht S-förmig gebogen, 5 bis 14 Millimeter lang, 0,8 bis 1,3 Millimeter breit, beidseitig leicht gekielt und an der Spitze nach vorne gebogen. Die Nadeln älterer Bäume sind ähnlich geformt oder stärker nadelförmig, nur 2 bis 4, manchmal bis 6 Millimeter lang und 0,4 bis 0,7 Millimeter breit, gebogen und weniger deutlich zeilenförmig angeordnet. Beide Arten von Nadeln zeigen auf beiden Seiten unterbrochene Reihen von Spaltöffnungen, auf mehr nadelförmigen Blättern zumindest zwei Reihen.

### Zapfen und Samen
Die Pollenzapfen stehen am Ende kurzer Triebe, an deren Basis kleine, nadelförmigen Blätter wachsen. Die Zapfen sind bei Reife 20 bis 30 Millimeter lang und haben dann Durchmesser von 2 bis 3 Millimetern. Die Mikrosporophylle sind pfriemlich, 1,5 Millimeter lang und 0,5 Millimeter breit und tragen jeweils zwei vorstehende Pollensäcke.
Die Samenzapfen wachsen an den Enden kurzer Triebe, an denen abstehende, 7 bis 13 Millimeter lange, gebogene Nadeln Podocarpium und Samen umschließen. Das reife Podocarpium ist 3 bis 4 Millimeter lang, rötlich und warzig. Je Podocarpium wachsen meist ein selten zwei beinahe runde Samen, die zusammen mit dem Epimatium einen Durchmesser von 3,4 bis 4,5 Millimeter haben. Das Epimatium ist glatt, hell gelbbraun bis schwarzbraun und manchmal glauk. Es bildet einen gerillten Kamm, der in einer vorstehenden, 1 bis 1,5 Millimeter langen und gebogenen Spitze endet.

## Verbreitung und Ökologie
Das natürliche Verbreitungsgebiet liegt auf den meisten größeren Inseln der Philippinen einschließlich Palawan; im Südwesten von Sarawak, dem malaysischen Teil von Borneo findet man die Art am Mount Penrissen; und im Norden von Sumatra im Nationalpark Gunung Leuser. Dacrycarpus cumingii wächst in Wäldern mit von Moos bewachsenen Bäumen. Das Klima ist kühl und feucht und meist herrscht Nebel. Das Verbreitungsgebiet kann wahrscheinlich der Winterhärtezone 9 zugerechnet werden mit mittleren jährlichen Minimaltemperaturen zwischen −6,6° und −1,2° Celsius (20 bis 30° Fahrenheit). Man findet die Art in Höhen von 1600 Metern bis zur Baumgrenze in 3300 Metern. In den niederen Höhenlagen ist jedoch Dacrycarpus imbricatus häufiger und man findet auch Sundacarpus amarus und verschiedene Kauri-Bäume (Agathis spp.).

## Gefährdung und Schutz
Dacrycarpus cumingii wurde im Jahr 2013 von der IUCN in der Roten Liste als nicht gefährdet („Least Concern“) eingestuft. Das Verbreitungsgebiet liegt in Höhen, die nur wenig von Entwaldung betroffen sind. Der Bestandsrückgang der letzten drei Generationen dürfte geringer als 20 Prozent sein.

## Systematik und Etymologie
Dacrycarpus cumingii ist eine Art aus der Gattung der Warzeneiben (Dacrycarpus) in der Familie der Steineibengewächse (Podocarpaceae). Sie wurde 1868 von Filippo Parlatore als Podocarpus cumingii (Basionym) erstbeschrieben und damit der Gattung der Steineiben (Podocarpus) zugerechnet. David John de Laubenfels stellte sie 1969 als Dacrycarpus cumingii in die neu aufgestellte Gattung Dacrycarpus. Die Art wurde auch als Podocarpus imbricata var. cumingii (Parl.) Pilg. als Varietät von Dacrycarpus imbricata eingestuft, obwohl eine nähere Verwandtschaft zu Dacrycarpus kinabaluensis besteht. Weitere Synonyme sind Bracteocarpus cumingii (Parl.) A.V.Bobrov & Melikyan und Nageia cumingii (Parl.) Kuntze.
Der Gattungsname Dacrycarpus stammt aus dem Griechischen, dakryon bedeutet „Träne“ und karpos steht für „Frucht“. Das Artepitheton cumingii ehrt den englischen Pflanzensammler Hugh Cuming (1791–1865), der auf den Philippinen die Exemplare sammelte, auf welche die Erstbeschreibung beruht.

## Verwendung
Vertreter von Dacrycarpus cumingii können sich zu hohen Waldbäumen auswachsen und sind dann für die Holzgewinnung interessant. Sie bleiben jedoch meist klein und wachsen in Höhen, in denen die Holznutzung schwierig ist. Auf Borneo wird das Holz ähnlich wie das von Dacrycarpus imbricata für den Hausbau und zur Herstellung von Möbeln und Werkzeugen verwendet. Auf den Philippinen wird das Holz als Edelfurnier eingesetzt.